# Санта Марија деле Макије (Кампобасо)
Санта Марија деле Макије је насеље у Италији у округу Кампобасо, региону Молизе.
Према процени из 2011. у насељу је живело 42 становника. Насеље се налази на надморској висини од 541 м.